# Boteni (gmina)
Boteni – gmina w Rumunii, w okręgu Ardżesz. Obejmuje miejscowości Balabani, Boteni, Lunca i Mușcel. W 2011 roku liczyła 2495 mieszkańców.